# Козловский, Феликс
Фе́ликс Козло́вский (пол. Feliks Kozłowski; 22 июня 1802 — 13 июля 1872, Гнезно, Польша) — представитель строго-католической философии, проявившейся в Польше в виде реакции против гегельянства и мистицизма, не подчиняющегося церковному авторитету.

## Биография
Родился 22 июня 1802 года в Лечлине  (пол.), на территории нынешней гмины Скоки Польши.
Учился в Варшаве, Гейдельберге и Фрайбурге; в 1844–1859 годах был доцентом и библиотекарем во Фрайбургском университете. В 1859 году приехал в Познань и стал священником.
Выступал против философской концепции Бронислава Трентовского. В своих дебатах и статьях против Трентовского он обвинял его в пропаганде взглядов, несовместимых с религией откровения и губительных для польского народа, в частности, в проповеди пантеизма.
Труды Козловского: «Pocątki filozofii chreześcijańskiéj włącznie z krytyką, filozofïi B. F. Trentowskiego» (2 т., Познань, 1845); «Uwagi krytyczne nad Chowanną czyli systemem pedagogiki narodowej» (Познань, 1844); «Ksiądz Józef Bogobojski czyli moc religii chreześcijańskiéj w umejętności i życiu» (2 т., Гнезно, 1846—1848); «Stosunek kościoła rzymsko-katolickiego do nowo powstających sekt religijnych» (Познань, 1845); «Stosunek wiary umysłowéj do wiary objawlonéj» и др.